# Hans Krankl
Hans Krankl (nació en Viena (Austria) el 14 de febrero de 1953) es un exfutbolista y entrenador austriaco. Jugaba de delantero centro, posición en la que fue considerado uno de los mejores jugadores de Europa de los años '70. Jugador de área, con gran sentido del oportunismo, era un gran goleador, como lo acreditan los títulos individuales que consiguió: Bota de Oro como máximo goleador europeo de la temporada 1977-78, y Pichichi de la liga española 1978-79, entre otros títulos. 

## Trayectoria
Se dio a conocer en toda Europa en la temporada 1977-78 cuando, defendiendo la camiseta del Rapid Viena, de su ciudad natal, consiguió la Bota de Oro europea que lo acreditaba como el máximo goleador de las ligas europeas. Además, al final de esa temporada disputó la Copa Mundial de Fútbol de 1978, siendo una de las figuras y convirtiendo 4 tantos.
Grandes clubes europeos pujaron por sus servicios, entre ellos el Barcelona y el Valencia. La puja entre ambos equipos se decantó del lado catalán, cuando José Luis Núñez, recién elegido presidente del Barcelona, ofreció 70 millones de pesetas al Rapid, todo un récord en la época. Llegó a Barcelona con una dificilísima papeleta: ser el sustituto de Johan Cruyff. Pero el austríaco no tardó en convencer a la afición y ganarse su cariño. 
A los pocos meses de vestir la camiseta azulgrana, en diciembre de 1978, recibió el premio Balón de Plata, que lo acreditaba como el segundo mejor futbolista europeo, solo por detrás del inglés Kevin Keegan. La primera temporada en la Liga española fue fantástica, anotó 29 goles que le reportaron el Trofeo Pichichi como máximo goleador del campeonato. Además, le significaron la Bota de Bronce como tercer máximo goleador del fútbol europeo, convirtiéndose en el primer jugador que, jugando en la Liga española, conseguía ese trofeo.
La temporada 1978-79 fue especialmente positiva para el club en el terreno europeo. Con su activa colaboración, el equipo fue superando todas las eliminatorias de la Recopa de Europa de la UEFA, incluida la histórica remontada ante el Anderlecht belga en los octavos de final. El equipo se plantó en la final, que disputó en Basilea (Suiza) ante el conjunto alemán del Fortuna Düsseldorf de Klaus Allofs. Días antes de la final, sin embargo, tuvo el mayor susto de su vida. Un aparatoso accidente de coche en plena Diagonal de Barcelona estuvo a punto de costarle la vida a él y, especialmente a su mujer, que fue ingresada en estado muy grave en un hospital barcelonés. Cientos de aficionados del Barcelona, enterados de la noticia, se dirigieron al hospital a donar sangre y a hacer guardia en espera de noticias. Al final, ambos salvaron la vida y se recuperaron plenamente. 
Con su mujer todavía ingresada, y el jugador muy afectado, llegó el momento de jugar la final de Basilea. No dudó en jugar el partido, como muestra de agradecimiento ante la solidaridad de los aficionados, y el Barcelona acabó ganando el título con un gol suyo en la prórroga. La temporada 1979-80 fue muy diferente, ya que pese a la magnífica campaña anterior, y a ser ya todo un ídolo para la afición, fue apartado del equipo por sus discrepancias con el entrenador Joaquim Rifé, siendo sustituido por el brasileño Roberto Dinamite y cedido al First Vienna 1894 hasta final de temporada.
En el verano de 1980 volvió a incorporarse a la disciplina del Barcelona bajo las órdenes de Ladislao Kubala, formando una dupla atacante con el asturiano Quini. Sin embargo, las cosas volvieron a torcerse para el jugador austriaco con la destitución de Kubala y el nombramiento de Helenio Herrera como nuevo técnico, quien decidió que su plaza de extranjero fuera ocupada por el centrocampista alemán Bernd Schuster. En el invierno de 1981 Krankl volvió a su club de origen, el Rapid Viena, donde se retiró como futbolista y años después también ejercería como entrenador.

## Selección nacional
Ha sido internacional con la Selección de Austria en 69 ocasiones, anotando 34 goles. Participó en dos Copas del Mundo con Austria. En Argentina 1978, donde anotó 4 goles (uno a España, otro a Suecia y dos goles en la esperada y festejada victoria sobre Alemania, 3-2). También disputó el Mundial de España 1982, donde anotó un gol frente a Argelia. En ambos Mundiales finalizaron primeros y segundos de su grupo, respectivamente, y luego no pasó de la segunda ronda.

### Participaciones en laCopa Mundial de Fútbol
| Mundial                        | Sede      | Resultado    | Partidos | Goles |
| ------------------------------ | --------- | ------------ | -------- | ----- |
| Copa Mundial de Fútbol de 1978 | Argentina | Segunda fase | 6        | 4     |
| Copa Mundial de Fútbol de 1982 | España    | Segunda fase | 5        | 1     |

## Estadísticas

### Clubes
Datos actualizados al fin de la carrera deportiva.
| Rapid Wien · Austria |               |               |     |     |    |    |    |     |     |      |      |
| 1.ª | 1970-71       | 3             | 0   | 2   | 0  | -  | -  | 5   | 0   | 0.00 |      |
| 1.ª | 1972-73       | 30            | 14  | 8   | 6  | 4  | 1  | 42  | 21  | 0.50 |      |
| 1.ª | 1973-74       | 32            | 36  | 6   | 5  | 4  | 1  | 42  | 42  | 1.00 |      |
| 1.ª | 1974-75       | 33            | 17  | 3   | 0  | 4  | 1  | 40  | 18  | 0.45 |      |
| 1.ª | 1975-76       | 35            | 20  | 6   | 5  | 2  | 1  | 43  | 26  | 0.60 |      |
| 1.ª | 1976-77       | 35            | 32  | 1   | 2  | 2  | 1  | 38  | 35  | 0.92 |      |
| 1.ª | 1977-78       | 36            | 41  | 3   | 1  | 2  | 0  | 41  | 42  | 1.02 |      |
| 1.ª | 1981          | 18            | 16  | -   | -  | 2  | 0  | 20  | 16  | 0.80 |      |
| 1.ª | 1981-82       | 32            | 19  | 2   | 1  | 6  | 3  | 40  | 23  | 0.57 |      |
| 1.ª | 1982-83       | 26            | 23  | 7   | 9  | 4  | 4  | 40  | 23  | 0.57 |      |
| 1.ª | 1983-84       | 27            | 17  | 7   | 8  | 6  | 1  | 40  | 26  | 0.65 |      |
| 1.ª | 1984-85       | 25            | 14  | 7   | 12 | 8  | 4  | 40  | 30  | 0.75 |      |
| 1.ª | 1985          | 17            | 18  | 1   | 1  | 3  | 1  | 21  | 20  | 0.95 |      |
| Total club | Total club    | 349           | 267 | 53  | 50 | 47 | 18 | 449 | 335 | 0.74 |      |
| Wiener · Austria |               |               |     |     |    |    |    |     |     |      |      |
| 2.ª | 1971-72       | 26            | 27  | -   | -  | -  | -  | 26  | 27  | 1.03 |      |
| Total club | Total club    | 26            | 27  | 0   | 0  | 0  | 0  | 26  | 27  | 1.03 |      |
| Barcelona · España |               |               |     |     |    |    |    |     |     |      |      |
| 1.ª | 1978-79       | 30            | 29  | -   | -  | 9  | 6  | 39  | 35  | 0.89 |      |
| 1.ª | 1979          | 9             | 2   | -   | -  | 3  | 4  | 12  | 6   | 0.50 |      |
| 1.ª | 1980          | 7             | 3   | -   | -  | 1  | 0  | 8   | 3   | 0.37 |      |
| Total club | Total club    | 46            | 34  | 0   | 0  | 13 | 10 | 59  | 44  | 0.74 |      |
| First Vienna · Austria |               |               |     |     |    |    |    |     |     |      |      |
| 1.ª | 1980          | 17            | 13  | -   | -  | -  | -  | 17  | 13  | 0.76 |      |
| Total club | Total club    | 17            | 13  | 0   | 0  | 0  | 0  | 17  | 13  | 0.76 |      |
| Wiener SC · Austria |               |               |     |     |    |    |    |     |     |      |      |
| 2.ª | 1986          | 12            | 7   | -   | -  | -  | -  | 12  | 7   | 0.58 |      |
| 1.ª | 1986-87       | 27            | 20  | -   | -  | -  | -  | 27  | 20  | 0.74 |      |
| 1.ª | 1987-88       | 33            | 20  | 1   | 0  | -  | -  | 34  | 20  | 0.58 |      |
| Total club | Total club    | 72            | 47  | 1   | 0  | 0  | 0  | 73  | 47  | 0.64 |      |
| Kremser SC · Austria |               |               |     |     |    |    |    |     |     |      |      |
| 2.ª | 1988          | 5             | 1   | 1   | 0  | -  | -  | 6   | 1   | 0.17 |      |
| Total club | Total club    | 5             | 1   | 1   | 0  | 0  | 0  | 6   | 1   | 0.17 |      |
| Red Bull Salzburgo · Austria |               |               |     |     |    |    |    |     |     |      |      |
| 2.ª | 1989          | 14            | 10  | 2   | 0  | -  | -  | 16  | 10  | 0.62 |      |
| Total club | Total club    | 14            | 10  | 2   | 0  | 0  | 0  | 16  | 10  | 0.62 |      |
| Total carrera | Total carrera | Total carrera | 529 | 399 | 57 | 50 | 60 | 28  | 646 | 477  | 0.73 |
| (1) Incluye datos de la ÖFB-Cup, ÖFB-Supercup. (2) Incluye datos de la UEFA Cup Winners Cup, UEFA Cup, European Cup. (3) No se consideran goles en encuentros amistosos. |               |               |     |     |    |    |    |     |     |      |      |

### Selección nacional
| Selección         | Año   | Amistoso | Amistoso | Eliminatorias | Eliminatorias | Eliminatorias EURO | Eliminatorias EURO | Mundial | Mundial | Total | Total |
| Selección         | Año   | PJ       | G        | PJ            | G             | PJ                 | G                  | PJ      | G       | PJ    | G     |
| ----------------- | ----- | -------- | -------- | ------------- | ------------- | ------------------ | ------------------ | ------- | ------- | ----- | ----- |
| Austria · Austria |       |          |          |               |               |                    |                    |         |         |       |       |
| 1973              | 3     | 0        | 1        | 0             | -             | -                  | -                  | -       | 4       | 0     |       |
| 1974              | 4     | 2        | -        | -             | 1             | 1                  | -                  | -       | 5       | 3     |       |
| 1975              | 1     | 0        | -        | -             | 5             | 4                  | -                  | -       | 6       | 4     |       |
| 1976              | 7     | 5        | 1        | 1             | -             | -                  | -                  | -       | 8       | 6     |       |
| 1977              | 3     | 1        | 4        | 6             | -             | -                  | -                  | -       | 7       | 7     |       |
| 1978              | 4     | 1        | -        | -             | 3             | 1                  | 6                  | 4       | 13      | 6     |       |
| 1979              | -     | -        | -        | -             | 5             | 3                  | -                  | -       | 5       | 3     |       |
| 1980              | 3     | 0        | 2        | 1             | -             | -                  | -                  | -       | 5       | 1     |       |
| 1981              | 1     | 0        | 5        | 2             | -             | -                  | -                  | -       | 6       | 2     |       |
| 1982              | 2     | 1        | -        | -             | -             | -                  | 4                  | 1       | 6       | 2     |       |
| 1983              | 1     | 0        | -        | -             | 2             | 0                  | -                  | -       | 3       | 0     |       |
| 1985              | -     | -        | 1        | 0             | -             | -                  | -                  | -       | 1       | 0     |       |
| Total             | Total | 29       | 10       | 14            | 10            | 16                 | 9                  | 10      | 5       | 69    | 34    |

## Palmarés

### Campeonatos nacionales
| Título          | Club              | País    | Año  |
| --------------- | ----------------- | ------- | ---- |
| Copa de Austria | S. K. Rapid Viena | Austria | 1976 |
| Copa del Rey    | F. C. Barcelona   | España  | 1981 |
| Bundesliga      | S. K. Rapid Viena | Austria | 1982 |
| Bundesliga      | S. K. Rapid Viena | Austria | 1983 |
| Copa de Austria | S. K. Rapid Viena | Austria | 1983 |
| Copa de Austria | S. K. Rapid Viena | Austria | 1984 |
| Copa de Austria | S. K. Rapid Viena | Austria | 1985 |

### Torneos internacionales
| Título           | Club            | Sede    | Año  |
| ---------------- | --------------- | ------- | ---- |
| Recopa de Europa | F. C. Barcelona | Basilea | 1979 |

### Distinciones individuales
| Distinción                                     | Año  |
| ---------------------------------------------- | ---- |
| Mejor jugador austríaco del año                | 1973 |
| Mejor jugador austríaco del año                | 1974 |
| Máximo goleador de la Bundesliga (36 goles)    |      |
| Máximo goleador de la Bundesliga (32 goles)    | 1977 |
| Mejor jugador austríaco del año                | 1977 |
| Máximo goleador de la Bundesliga (41 goles)    | 1978 |
| Bota de Oro                                    | 1978 |
| Máximo goleador de la Liga Española (29 goles) | 1979 |
| Mejor jugador austríaco del año                | 1982 |
| Máximo goleador de la Bundesliga (23 goles)    | 1983 |
| Mejor jugador austríaco del año                | 1988 |
| Mejor entrenador austríaco del año             | 1999 |